# Allen Molineux
Allen Walter Molineux (Upper Darby (Pennsylvania), 6 mei 1950) is een Amerikaans componist, muziekpedagoog en trompettist.

## Levensloop
Molineux studeerde compositie bij Donald H. White aan de DePauw University in Greencastle en behaalde aldaar zijn Bachelor of Arts in 1972. Vervolgens studeerde hij bij Warren Benson en Joseph Schwantner aan de Eastman School of Music in Rochester (New York) en behaalde zijn Master of Music in 1974. Zijn studies voltooide hij aan de Florida State University in Tallahassee en promoveerde tot Doctor of Musical Arts.
Vanaf 1977 was hij docent voor muziek aan het Atlantic Christian College. Vervolgens werkte hij als docent voor compositie en muziektheorie aan het Chipola College in Marianna en aan het Barton College in Wilson. Later wisselde hij aan de Claflin University in Orangeburg. Hij is daar hoofd van de muziekafdeling en doceert muziektheorie, arrangement, contrapunt en analyse.
Als componist schreef hij een aantal werken voor harmonieorkest, kamermuziek, slagwerk en pedagogische werken.

## Composities

### Werken voor orkest
- Concertato
- Concert, voor trompet en orkest
- The Plague; A Fantasy-Overture
- Amazing Transformations, voor trompet en orkest
- Trifles
- Kaleidocycle, voor strijkorkest
- Breaking down Brahms
- A Sinuous Scenario, voor klarinet en orkest
- A Spot of Spunk, voor kamerorkest
- David's Ark Dance, voor orkest
- Contentamento, voor strijkorkest
- When the Angels Sang, voor orkest
- Attack Mode, voor strijkorkest
- Zapateado, voor orkest
- The Drabble of the Imp, voor kamerorkest
- A Short Suite, voor orkest

### Werken voor harmonieorkest
- Miniatures
- Solitary Mood
- Capriccio
- Quiet Desperation
- The Plague; A Fantasy-Overture
- Amazing Transformations, voor trompet en harmonieorkest
- The Journey of New Horizons
- Merengue Madness
- Tears of Ramah
- Bittersweet Ballad, voor tuba en harmonieorkest
- The mist whispers in my ear
- Revere's Ride
- Double Concerto Fantasy voor trompet, trombone en harmonieorkest

### Kamermuziek
- Amazing Transformations, voor trompet en piano
- Sonata in Two Movements, voor trompet en piano
- Crystals, voor sopraan en drie slagwerkers
- Manipulations, voor trombone solo
- Three Quatrains, voor trombone en piano
- Brittle Beauty, voor alttrombone en piano
- Encounter, voor koperkwintet
- Lachrymae, voor koperkwintet
- Scherzo Eccentrico, voor koperkwintet
- Free Fancy, voor dwarsfluit solo
- JALS, voor dwarsfluit solo
- Down by the Old Third Stream, voor contrabas en vibrafoon
- Third Stream of Consciousness, voor altsaxofoon en piano
- Dance Suite, voor tenorsaxofoon en piano
- Dichotomic Diversion, voor tuba en drie slagwerkers
- Fatal Fanfares/Flawed Flourishes, voor klarinet en marimba
- Overwhelmed with sorrow, voor cello en marimba
- In Parabalic Praise, voor trompet solo
- Replica, voor trompet en drie slagwerkers
- Clipped Cliches, voor klarinet, altviool en cello
- The Passing Passacaglia, voor zeven hoorns (of zeven trombones)
- Minute Dances, voor drie celli (of kopertrio)
- Truncated Trio, voor dwarsfluit en twee violen
- A Brief Diversion, voor trompet, trombone en piano
- While the weary blues echoed through, voor vier trombones
- Three Keepers, voor klarinet, viool, cello en piano
- Seven Shorties, voor zes koperinstrumenten
- Flirting with Melancholy, voor strijkkwartet
- Doodad, definitely, voor saxofoonkwartet
- Soulful Songs, voor koperkwintet
- A Sinuous Scenario, voor klarinet en piano
- Zappy, voor koperkwintet en drie slagwerkers
- Scherzi, voor piano
- Impromptu for Two, voor eufonium en piano
- Something Unsettled, voor trompet en piano (or trompet, klarinet en piano)
- The Most of It, voor strijkkwartet
- that which follows into dreams, voor dwarsfluit, klarinet en strijktrio
- Elaine's Imitation Dance, voor een houtblazerskwartet
- Bittersweet Ballad, voor tuba en piano
- "May" Variations [Variations on a Theme by Tchaikovsky], voor piano
- Sonata for Trombone and Piano
- Danzi variee voor houtblazerskwintet
- The Rambunctious Rondo, voor zeven koperinstrumenten
- Intermezzo - Indeed!, voor tien koperinstrumenten
- Music Always Round Me, voor cello en piano
- A Suite of Movements, voor vier fluiten
- Of a somber season, voor dwarsfluit, altviool en harp
- Skittish Sketches, voor vier klarinet
- As a lonely cloud wandering, voor trompet en piano
- A Canzona Concoction, voor acht trombone
- Capricious Moments, voor tenorsaxofoon en piano
- Scherzo a la Volta, voor tien houtblazers

### Werken voor slagwerk
- March Mysterioso, voor vier pauken
- Prestamente!, voor drie slagwerkers
- Passing Fancies, voor marimba
- High-stepping Thingamajig voor fünf slagwerkers

### Pedagogische werken
- Eleven Etudes of Expression for Tuba
- A Little Book of Serial Etudes for Bassoon